# Municipio de Cananea
El Municipio de Cananea es uno de los 72 municipios que conforman al estado mexicano de Sonora. Se ubica en el norte del estado en la región de la Sierra Madre Occidental. Cuenta con 81 localidades activas dentro de su territorio, su cabecera municipal y localidad más habitada es la Heroica Ciudad de Cananea, el centro minero más importante del norte del país, mientras que otras localidades importantes son: Cuitaca, Ignacio Zaragoza, Emiliano Zapata, José María Morelos y Pavón y Vicente Guerrero. El municipio fue decretado como tal el 31 de octubre de 1901, después de ser separado del de Fronteras.
Según el Censo de Población y Vivienda realizado en 2020 por el Instituto Nacional de Estadística y Geografía (INEGI), el municipio tiene un total de 39,451 habitantes, y posee una superficie de 2312.01 kilómetros cuadrados. Su producto interno bruto per cápita es de USD 14,337 y su índice de desarrollo humano (IDH) es de 0.8951, por lo que es el municipio con el mayor IDH en la entidad. Como a la mayoría de los municipios de Sonora, el nombre se le dio por su cabecera municipal.

## Historia como municipio

### Época precolombina
El territorio que ahora ocupa el municipio estaba habitado en la época precolombina por indígenas apaches y pimas, quienes a mediados del siglo XVII fueron evangelizados por religiosos españoles que estaban en la tarea de la colonización de la Nueva España.

### Primeras exploraciones mineras
En el año de 1760 fueron descubiertas minas de cobre en la región, por lo que comenzaron a explotar y trabajar el mineral, para 1762 recayó la actividad por falta de seguridad, pero se reforzó de manera considerable a inicios de 1800. En 1860 el general Ignacio Pesqueira adquirió las primeras propiedades mineras, mismas que en 1883 adquirió el anglo americano B. Benhan.

### Creación del municipio
Debido a la gran fuerza que la minería había logrado, a la localidad de Cananea, el 31 de octubre de 1901 le fue otorgada un gobierno municipal independiente.

## Geografía
El municipio de Cananea se localiza en el norte del estado de Sonora, en zonas de la Sierra Madre Occidental. Entre los paralelos 30°42' y 31°16' de latitud norte; los meridianos 109°51'y 110°33' de longitud oeste, con una elevación mínima de 800 metros sobre el nivel del mar y una máxima de 2,600. Su territorio ocupa un área de 2312 km². Sus límites territoriales son al norte con el municipio de Naco, al este con el de Fronteras, al sureste con el de Bacoachi, al sur con el de Arizpe, al oeste con el de Ímuris, y al noroeste con el de Santa Cruz.

### Límites municipales
Tiene límites administrativos con los siguientes municipios según su ubicación:
| Noroeste: Santa Cruz | Norte: Naco | Nordeste: Naco    |
| Oeste: Ímuris        |             | Este: Fronteras   |
| Suroeste: Ímuris     | Sur: Arizpe | Sureste: Bacoachi |

### Orografía e hidrografía
La mayor parte del territorio del municipio montañosa ya que se encuentra en la Sierra Madre Occidental en el norte y el sur de este se hallan zonas más bajas, mientras que en el oeste, centro y este del territorio se localizan serranías, en las que destacan, Sierra la Mariquita con 2,600 metros del altitud, Sierra la Elenita, Sierra el Manzanal, Sierra los Ajos y estribaciones como el cerro Las Borregas y el cerro El Caracol. Forma parte de la región hidrográfica Sonora Sur y de la cuenca del río Sonora, que su cauce nace en el centro del municipio y corre hacia el sur por todo el centro del estado, se presentan otros arroyos y ríos Agua Dulce, Bacanuchi, Claro, Cuitaca, el Alazán, el Batamote, el Berrendo, el Chiflón, el Prieto, el Riíto, el Sauz, el Tapiro, el Tordillo, el Toro, el Tubo, Jaralito, la Cieneguita, la Yegua, las Águilas, las Minitas, las Palomas, los Ajos, los Alisos, los Dos, los Fresnos, Milpillas, San Pedro, San Rafael y Tascalito, así como lagunas y lagos: Villa Verde, el Mosco, Los Patos, las Nutrias, el Quemado y el Claro.

### Flora y fauna
- Flora

La vegetación de pastizal es predominante en casi la totalidad de la extensión territorial, existe también una gran parte del territorio formado por bosque de encino y en las partes más altas, en las limitaciones son Santa Cruz e Ímuris, existen pequeñas áreas de bosque de pino-encino: Son escasas las áreas para agricultura de riego.
- Fauna

La fauna del municipio, la componen básicamente las siguientes especies: sapo, salamandra, rana verde, tortuga de agua, camaleón, cachora, víbora sorda, víbora de cascabel, venado cola blanca, puma, lince, coyote, jaguar, jabalí, liebre, conejo, ardilla entre otros.

## Demografía
Según el Censo de Población y Vivienda realizado en 2020 por el Instituto Nacional de Estadística y Geografía (INEGI), el municipio tiene un total de 39,451 ocupando el puesto 13° entre los más poblados del estado. Del total de pobladores 19,610 son hombres y 19,841 son mujeres.

### Localidades
El municipio tiene un total de 81 localidades activas, las más importantes son:
| Localidad                  | Población |
| Total Municipio            | 39,451    |
| Heroica Ciudad de Cananea  | 38,113    |
| Cuitaca                    | 364       |
| Emiliano Zapata            | 272       |
| Ignacio Zaragoza (La Mesa) | 206       |
| Vicente Guerrero           | 193       |
| José María Morelos y Pavón | 76        |

Otras localidades pequeñas son: Zona de Tolerancia, 16 de Septiembre (Los Nogales), Las Gallina, El Ranchito, El Establo, La Milpa, entre otros.

## Gobierno
La sede del gobierno municipal se encuentra en la Heroica Ciudad de Cananea siendo esta la cabecera, cuyo ayuntamiento está integrado por un presidente municipal, un síndico, 6 regidores de mayoría relativa y 4 de representación proporcional, elegidos para un periodo de 3 años.

### Representación legislativa
Para la elección de diputados locales al Congreso del Estado de Sonora y de diputados federales a la Cámara de Diputados de México el municipio se encuentra integrado en los siguientes distritos electorales:
- Local:
  - VI Distrito Electoral del Congreso del Estado de Sonora con cabecera en Heroica Ciudad de Cananea.[10]

- Federal:
  - II Distrito Electoral Federal de Sonora de la Cámara de Diputados de México, con cabecera en Heroica Nogales.[11]